# 江千乡
江千乡，是中华人民共和国青海省果洛藏族自治州甘德县下辖的一个乡镇级行政单位。

## 行政区划
江千乡下辖以下地区：
恰曲纳合牧委会、隆吉牧委会、叶合青牧委会和协隆牧委会。